# Perpendicular de proa i popa

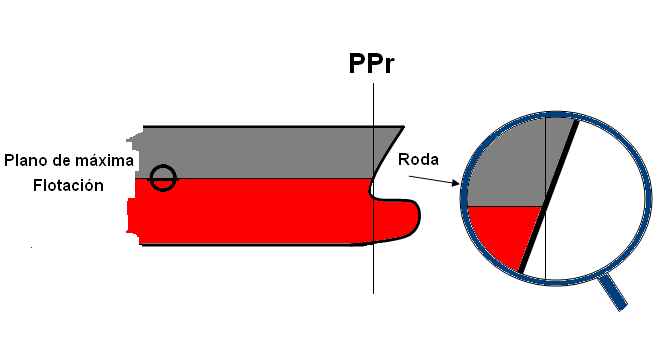
Esquema de proa. Detall de la roda

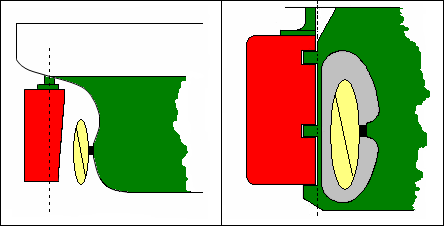
Popa creuer i popa amb codast

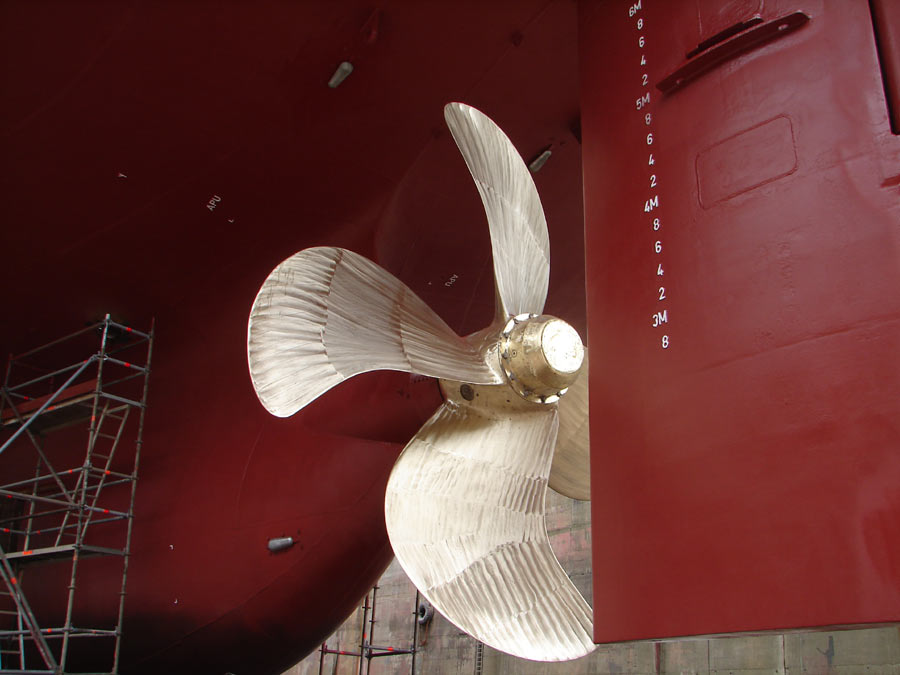
Escala mètrica de calats a la perpendicular de popa

La Perpendicular de Proa  (PPR) és la línia vertical traçada per la intersecció de la màxima flotació amb el cant de proa de la roda d'un vaixell. A efectes pràctics, es determina que és la perpendicular corresponent a la flotació d'estiu o línia de màxima càrrega.
La Perpendicular de Popa  (PPP). És la línia vertical la posició queda definida en funció de la forma de la popa del vaixell. En els vaixells amb timó i hèlix en el pla diametral, o de crugia, la Ppp passa per la cara de popa del codaste popel, mentre que en els vaixells amb timó compensat en el pla diametral, la Ppp coincideix amb l'eix del timó.
La definició de les perpendiculars de proa i popa cobren rellevància, ja que entre ambdues es defineix l'eslora entre perpendiculars, vital en els càlculs d'estabilitat.
Actualment, en gairebé la totalitat de les construccions, la perpendicular de popa coincideix amb l'eix del timó. Atès que tots els càlculs del disseny del buc consideren el calat a la perpendicular respectiva, les escales s'han de col·locar tan a prop d'elles com sigui possible.
Quan per raons constructives les escala de calat (de popa) hagi de gravar molt allunyada de la PPP, les drassanes subministrarà una taula de correcció al calat per lectura en escala auxiliar.